# Limhamns schackklubb
Limhamns schackklubb är en schackklubb grundad 1926.
Klubben har vunnit svenska mästerskapet i lagschack 1982/1983 och 2012/13.